# Ютырмалькы (приток Часельки)
Ютырмалькы (устар. Ютурмаль-Кы) — река в России, протекает по территории Красноселькупского района Ямало-Ненецкого автономного округа. Устье реки находится в 7 км по правому берегу реки Часелька. Длина реки составляет 124 км.

## Притоки
- 8 км: Чинкыльтононгы (лв)
- 23 км: Кыпа-Ютырмалькы (лв)

## Данные водного реестра
По данным государственного водного реестра России относится к Нижнеобскому бассейновому округу, водохозяйственный участок реки — Таз. Речной бассейн реки — Таз.
Код объекта в государственном водном реестре — 15050000112115300068278.